# Emissione secondaria
L'emissione secondaria è un fenomeno fisico dove delle particelle primarie di incidenza con sufficiente energia, quando colpiscono una superficie o passano attraverso un qualche materiale, inducono l'emissione di particelle secondarie. caso di fotomoltiplicazione della corrente elettronica iniziale, volto ad amplificare quest'ultima. Il termine si riferisce spesso all'emissione di elettroni quando particelle cariche, come elettroni o ioni in una valvola termoionica, colpiscono una superficie metallica; questi sono chiamati elettroni secondari.
Questo effetto è generalmente presente nei fotomoltiplicatori presenti negli spettrofotometri, che sfruttano l'iniziale effetto fotoelettrico per produrre una corrente di elettroni dopo essere stati colpiti da una radiazione, e utilizzano una successiva emissione secondaria per ampliare questa corrente elettronica generata.
Un altro esempio di emissione secondaria si osserva dell'emissione di fluorescenza che può essere provocata nella zona spettrale dell'IR, provocando emissione Raman; del visibile provocando il noto fenomeno fisico di luminescenza; infine utilizzando una sorgente di raggi-x si ha un altro tipo ancora di fluorescenza, ovvero effetto fotoelettrico in seguito ad assorbimento di energia, che verrà registrata come intensità della radiazione emessa in funzione dell'angolo di rilevazione in cui le diverse lunghezze d'onda danno interferenza positiva. Questo tipo di emissione secondaria è caratterizzata dal fatto che le radiazioni emesse saranno sempre meno energetiche di quelle incidenti poiché una parte dell'energia verrà assorbita per diffusione oppure verrà dissipata per rilassamento vibrazionale.